# 李高 (西晉)
李高（？年—？年），字閭術，巴西西充國縣人，官至西晉金城、鴈門太守。

## 生平

### 王富之亂
公元268年，王富自稱就是當年的都護諸葛瞻，在臨邛聚集數百人起義，攻至江原，為李高所擒，送至刺史董榮那，為董榮處斬。

### 滅吳之戰
李高以牙門將身分隨同王濬、何攀等人伐吳，獲孫皓有功，封縣侯，王渾、周浚妒忌王濬滅吳得了不少好處，於是上表報與司馬炎，其中提及李高還燒了孫皓宮殿。